# نوا شاه
نوا شاه (به انگلیسی: Nawa Shah) یک شهر در پاکستان است که در اسلام‌آباد واقع شده‌است. نوا شاه ۴۴٬۷۳۶ نفر جمعیت دارد و ۶۴۲ متر بالاتر از سطح دریا واقع شده‌است.